# Henry Lau
Henry Lau, noto anche con lo pseudonimo di Henry (劉憲華T, 刘宪华S, Liú XiànhuáP, 헨리?; Toronto, 11 ottobre 1989), è un cantante, musicista, attore, cantautore, modello, intrattenitore, compositore, produttore discografico e ballerino canadese naturalizzato cinese in seguito delle sue origini del Guangdong.
È uno dei membri aggiunti della sottounità mandopop dei Super Junior, i Super Junior-M, l'unico che non fa parte del maxi-gruppo principale, insieme a Zhou Mi. Parla fluentemente inglese e un po' di cantonese, comprende cinese e coreano informali. Ha imparato anche il francese in Canada.

## Biografia

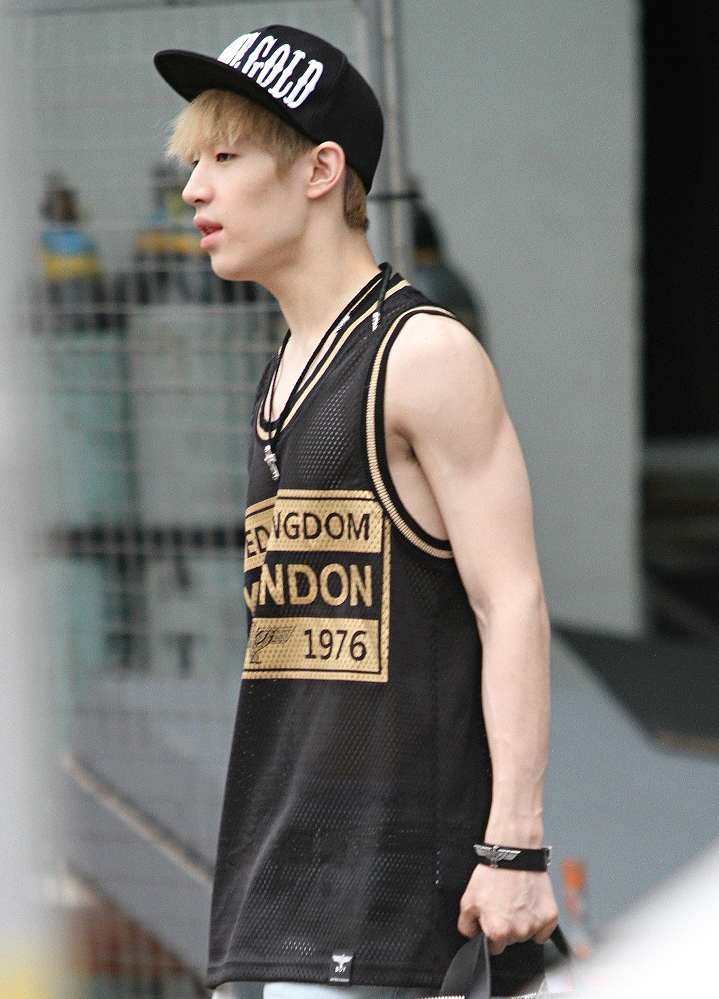
Henry Lau a Singapore nel 2013

Henry ha iniziato a suonare il violino all'età di 6 anni, e durante gli anni della scuola superiore ha imparato un tipo particolare di danza che si chiama boogaloo popping. Fino al nono grado ha frequentato il North Toronto Collegiate Institute, trasferendosi poi fino alla fine della carriera scolastica all'A.Y. Jackson Secondary School. Nel 2006 ha partecipato alla SM Entertainment Global Audition tenutasi a Toronto, Ontario, ed è stato scelto come vincitore. La sua prima apparizione nel mondo dello spettacolo asiatico è avvenuta nel video musicale del singolo dei Super Junior Don't Don, pubblicato a settembre del 2007. Pochi mesi più tardi il singolo sfondò le classifiche in Corea del Sud raggiungendo la prima posizione, e nel 2008 Henry fu reso parte del nuovo sottogruppo Super Junior-M, pensato per sfondare nel mercato mandopop. La boy band debuttò in Cina l'8 aprile 2008, pubblicando un suo remake di un singolo dei Super Junior, U. Nell'album di debutto, 迷 [Me], sono presenti anche dei pezzi suonati al violino da Henry.
Il 25 settembre 2009 fu pubblicato il primo EP dei Super Junior-M, Super Girl, nel quale non compare nessun pezzo al violino di Henry. Egli, dopo la pubblicazione del mini album, si prese una pausa di un anno dall'industria musicale.
Oltre al violino, Henry sa suonare anche il piano, sa danzare e cantare. Per quanto riguarda in special modo la danza, dopo appena un anno di lezioni egli ha iniziato a partecipare a diverse competizioni e spettacoli di popping, vincendo anche alcuni premi. Il riconoscimento maggiore ottenuto da Henry è stato la Medaglia d'Argento per il violino di Livello 10, ottenuta dal Canadian Royal Conservatory of Music. Tale premio viene vinto da coloro che si aggiudicano il punteggio migliore nelle esibizioni di violino di Livello 10, in Canada.
Il suo contratto lavorativo con l’agenzia è scaduto il 29 aprile e il 30 aprile 2018 , a distanza di ben dieci anni, le parti decidono di non rinnovare. 
Henry così abbandona la SM Entertainment e l’etichetta personale dei Super Junior, SJ label.

## Filmografia

### Drama televisivi
- Stage Of Youth (青春舞台) – serie TV (2009)
- My Sweet City (甜蜜都市) - serie TV (2014)
- Persevere, Goo Hae Ra (칠전팔기 구해라) - serie TV (2015)
- Oh My Venus (오 마이 비너스) – serie TV (2015-2016)
- Level Up (레벨업) - serie TV, episodio 11 (2019)
- Dramaworld 2 (드라마월드2) - serie TV (2021)

### Film
- Kkonminam yeonswae tereosageon (꽃미남 연쇄 테러사건), regia di Lee Kwon (2007)
- I AM. - regia Choi Jin Sung (2012)
- Final Recipe (파이널 레시피), regia di Kim Gina (2013)
- SMTown: The Stage (SMTOWN THE STAGE), regia di Bae Sung-sang (2015)
- Qua la zampa 2 - Un amico è per sempre (A Dog's Journey), regia di Gail Mancuso (2019)
- Double World (征途), regia di Teddy Chan (2020)

### Speciali
- Real Life Love Story 2 (썰스데이2) - (2018)

### Programmi televisivi
- A Date with Luyu (鲁豫有约) - programma televisivo (2008)
- Star King (스타킹) - programma televisivo, episodi 38, 361 (2007, 2014)
- Day Day Up (天天向上) - programma televisivo, episodi 88-89, 619 (2009, 2016)
- World Changing Quiz (세상을 바꾸는 퀴즈) - programma televisivo (2009)
- Strong Heart (강심장) - programma televisivo, episodi 65-66 (2011)
- MasterChef Korea Celebrity (마스터셰프 코리아 셀러브리티) - programma televisivo (2013)
- Happy Camp (快乐大本营) - programma televisivo, episodi 821, 1026, 1038, 1041-1044, 1071, 1089, 1127, 1171 (2013, 2017, 2018, 2019)
- Happy Together 3 (해피투게더) - programma televisivo, episodi 306, 342, 356, 395, 457, 489, 499 (2013, 2014, 2015, 2016, 2017)
- Hello Counselor 1 (안녕하세요 시즌1) - programma televisivo, episodi 131, 332 (2013, 2017)
- Mamma mia (맘마미아) - programma televisivo, episodio 20 (2013)
- Our Neighborhood Arts and Physical Education (우리동네 예체능) - programma televisivo, episodi 25-26, 68-69 (2013, 2014)
- Weekly Idol (주간 아이돌) - programma televisivo, episodio 116 (2013)
- Real Men 1 (리얼입대 프로젝트 진짜 사나이 시즌1) - programma televisivo, episodi 45-68, 74-76, 79-88 (2014)
- Show! Eum-ak jungsim (쇼! 음악중심) - programma televisivo, episodio 403 (2014)
- Three Wheels (세상을 바꾸는 퀴즈) - programma televisivo (2014)
- CRIME SCENE (크라임씬) - programma televisivo, episodi 1-4 (2014)
- We Got Married Global Edition 2 (글로벌편 우리 결혼했어요2) - programma televisivo, episodi 10-11 (2014)
- You Hee-Yeol's Sketchbook (유희열의 스케치북) - programma televisivo, episodi 235, 354, 424 (2014, 2017, 2018)
- Star Flower (별바라기) - programma televisivo, episodio 7 (2014)
- Please Take Care of My Refrigerator (냉장고를 부탁해) - programma televisivo, episodi 102-103 (2014)
- Super Junior-M's Guest House (슈퍼주니어M의 게스트하우스) - programma televisivo, episodi 1-8, 10-12 (2014-2015)
- Always Cantare (언제나 칸타레) - programma televisivo (2014)
- Match Made In Heaven Returns (천생연분 리턴즈) - programma televisivo (2015)
- We Got Married 4 (우리 결혼했어요 4) - programma televisivo, episodi 263-264, 266-275 (2015)
- Infinite Challenge (무한도전) - programma televisivo, episodio 420 (2015)
- Roommate 2 (룸메이트) - programma televisivo, episodio 25 (2015)
- Running Man (런닝맨) - programma televisivo, episodio 248 (2015)
- We Are in Love 1 (我们相爱吧) - programma televisivo, episodi 8-9 (2015)
- Always Cantare 2 (언제나 칸타레2) - programma televisivo (2015)
- Where Is My Friend's Home (내 친구의 집은 어디인가) - programma televisivo, episodi 22-26 (2015)
- 1bak 2il (1박 2일) - programma televisivo, episodi 91-93 (2015)
- Mickey Mouse Club (미키마우스 클럽) - programma televisivo, episodio 9 (2015)
- The Capable Ones (능력자들) - programma televisivo, episodio 11 (2015)
- Radio Star (황금어장 라디오스타) - programma televisivo, episodi 463, 695 (2016, 2020)
- Knowing Bros (아는 형님) - programma televisivo, episodi 9, 67 (2016, 2017)
- National Chef Team (셰프 원정대 - 쿡가대표) - programma televisivo, episodi 2-3 (2016)
- Sisters Over Flowers 2 (花样姐姐II) - programma televisivo (2016)
- Battle Trip (배틀트립) - programma televisivo, episodi 1, 36 (2016, 2017)
- Are You Normal 3 (你正常吗第三季) - programma televisivo (2016)
- Fresh Sunday (透鲜滴星期天) - programma televisivo, episodio 8 (2016)
- Wednesday Food Talk (수요미식회) - programma televisivo, episodio 78 (2016)
- Thanks For The Food (#인생메뉴, 잘 먹겠습니다) - programma televisivo, episodio 10 (2016)
- Sunshine Art Fitness (阳光艺体能) - programma televisivo (2016)
- Let Go Of My Baby 1 (放开我北鼻 第一季) - programma televisivo, episodi 5-6, 8-12 (2016)
- My SM Television - programma televisivo, episodio 5 (2016)
- Back to Field (向往的生活) - programma televisivo (2017)
- I Live Alone (나 혼자 산다) - programma televisivo, episodi 190, 192-397 (2017-2021)
- Real Class - Elementary School (초등학쌤) - programma televisivo (2017)
- Trump Card 2 (王牌对王牌) - programma televisivo, episodi 5, 11 (2017)
- Secretly, Greatly (은밀하게 위대하게) - programma televisivo, episodio 15 (2017)
- Give Me Five (高能少年团) - programma televisivo, episodi 4-5 (2017)
- If You Are the One (非诚勿扰) - programma televisivo (2017)
- Crazy Magee 4 (疯狂的麦咭 第四季) - programma televisivo, episodio 2 (2017)
- Oppa Thinking (오빠생각) - programma televisivo, episodio 3 (2017)
- Bongmyeon ga-wang (미스터리 음악쇼 복면가왕) - programma televisivo, episodio 115 (2017)
- Taxi (현장 토크쇼 택시) - programma televisivo, episodio 483 (2017)
- Snowball Project (눈덩이 프로젝트) - programma televisivo (2017)
- Hyper Dimensional Idol (超次元偶像) - programma televisivo, episodio 5 (2017)
- Party People (박진영의 파티피플) - programma televisivo, episodio 8 (2017)
- Life Bar (인생술집) - programma televisivo, episodio 42 (2017)
- Master Key (마스터 키) - programma televisivo, episodi 1-5 (2017)
- Sound of My Dream 2 (梦想的声音第二季) - programma televisivo, episodio 5 (2017)
- Perhaps Love 4 (如果爱 4) - programma televisivo (2017)
- Two Yoo Project Sugar Man 2 (투유 프로젝트 - 슈가맨) - programma televisivo, episodio 6 (2018)
- Begin Again 2 (비긴어게인 2) - programma televisivo, episodi 8-13 (2018)
- Back to Field 2 (向往的生活) - programma televisivo (2018)
- WHYNOT – The Dancer (WHYNOT-더 댄서) - programma televisivo, episodio 1 (2018)
- Super–Vocal (声入人心) - programma televisivo (2018-2019)
- Let's Eat Dinner Together (한끼줍쇼) - programma televisivo, episodio 106 (2018)
- Idol Room (아이돌룸) - programma televisivo, episodio 45 (2019)
- Begin Again 3 (비긴어게인 3) - programma televisivo, episodi 1-7, 11-14 (2019)
- Go Fighting! 5 (极限挑战) - programma televisivo, episodi 11-12 (2019)
- Back to Field 3 (向往的生活) - programma televisivo, episodio 13 (2019)
- Player 7 (플레이어) - programma televisivo, episodi 5-6 (2019)
- Video Star 2 (비디오스타) - programma televisivo, episodio 160 (2019)
- Sweet Tasks (甜蜜的任务) - programma televisivo, episodio 37 (2019)
- Dance Smash (舞蹈风暴) - programma televisivo (2019)
- Hangout with Yoo (놀면 뭐하니?) - programma televisivo, episodio 42 (2019)
- War of Villains (악인전) - programma televisivo, episodi 5-6 (2020)
- Begin Again 4 (비긴어게인 4) - programma televisivo (2020)
- Juk Jae's Night Studio (적재의 야간작업실) - programma televisivo, episodio 57 (2020)
- I Live Alone: Girls' Secret Party (나 혼자 산다 스핀오프 여자들의 은밀한 파티) - programma televisivo, episodio 4 (2020)
- Hidden Singer 6 (히든싱어6) - programma televisivo, episodio 13 (2020)
- Henry's Carpool (퇴근 헨리) - programma televisivo (2020)
- Begin Again: Reunion (비긴어게인 Reunion) - programma televisivo (2020)
- Show!terview with Jessi (제시의 쇼!터뷰) - programma televisivo, episodio 56 (2021)
- Street Dance of China 4 (这就是街舞4) - programma televisivo (2021)
- Let's Chat 2 (一起火锅吧2) - programma televisivo (2021)
- Music Camplus (音乐野生活) - programma televisivo (2022)
- Fly to the Dance (플라이 투 더 댄스) - programma televisivo (2022)
- Begin Again (비긴어게인) - programma televisivo ()
- Generations of Electronic Music Stars (电音星世代) - programma televisivo ()
- Hahahahaha 2 (哈哈哈哈哈 第二季) - programma televisivo ()

## Controversie
Prima di debuttare con i Super Junior-M, Henry era già apparso come violinista nel singolo del 2007 dei Super Junior, Don't Don, in seguito al quale la SM Entertainment annunciò ufficialmente che egli sarebbe divenuto membro di una delle sottounità del gruppo principale. Poco dopo iniziarono a girare voci secondo le quali egli sarebbe diventato il quattordicesimo membro del maxi-gruppo principale, e questa informazione causò controversia tra le file dei fan più conservatori, che volevano mantenere invariato il già alto numero di 13 membri. La foga dei fan li portò a mettere in atto azioni concrete, come proteste e la creazione di una campagna intitolata Only 13. Tutto si risolse quando l'etichetta smentì i gossip, e dichiarò ufficialmente che Henry non sarebbe divenuto parte del gruppo principale ma sarebbe rimasto come ospite nei Super Junior-M.